# Voor Koningin en Vaderland
Voor Koningin en Vaderland is de in 1979 vervaardigde vierdelige tv-miniserie van de oorlogsfilm Soldaat van Oranje uit 1977. De miniserie bevat extra scènes en is op dvd als speciale editie van twee dvd's verkrijgbaar. De serie heeft een totale speelduur van 207 minuten.
De titel van de televisieserie is bedacht door de TROS. Paul Verhoeven was het met de gekozen titel niet eens. De serie kwam in 1979 in het nieuws door de sluikreclame van Renault die erin verwerkt is in het begin van elke aflevering.